# Napoléon Joseph Ney
Pour les articles homonymes, voir Ney.
Napoléon Joseph Ney, dit Léon, 2e prince de la Moskowa, est un militaire et homme politique français né à Paris le 8 mai 1803 et mort à Saint-Germain-en-Laye le 26 juillet 1857.

## Biographie
Napoléon Joseph Ney est le fils aîné du maréchal Ney, fusillé en 1815, et d'Aglaé Auguié. Il est né le 8 mai 1803.
En 1822, les deux fils aînés du maréchal Ney, sont admis à l'École polytechnique, mais ne peuvent y rester car ils refusent de fournir un certificat de fidélité aux Bourbons. Ils ne cessent pour autant d'étudier les mathématiques car une ordonnance royale du 1er septembre 1824 les ayant autorisés à prendre du service dans l'armée suédoise, ils y sont admis tous deux, le 9 novembre 1824, comme sous-lieutenants d'artillerie, après avoir passé un examen équivalant à l'examen de sortie de Polytechnique. Le 11 mai 1826, ils sont nommés lieutenants et officiers d'ordonnance du prince royal de Suède. La Suède est gouvernée par l'ex-maréchal d'empire Bernadotte et son fils, le prince royal, a épousé la fille aînée d'Eugène de Beauharnais. La Monarchie de Juillet prend à cœur d'atténuer les préjudices causés à la famille Ney par la rigueur légitimiste. Les deux aînés quittent le service de la Suède. Léon est d'abord colonel de la Garde nationale, puis le 11 août 1831, capitaine au 5e hussards.
Napoléon Joseph Ney épouse à Paris le 26 janvier 1828, Albine Étiennette Marguerite Laffitte (Paris, 12 mai 1805 - Paris, 18 juillet 1881), fille du banquier Jacques Laffitte, propriétaire du Château de Maisons qui donnera son nom à la commune de Maisons-Laffitte. Ils eurent deux enfants : 
- Albine Marie Napoléone Aglaé Ney, née à Paris le 10 octobre 1832, morte à Cannes le 30 mars 1890, qui épousa en premières noces à Paris le 27 mai 1852, Jean Victor Fialin, duc de Persigny (Saint-Germain-l'Espinasse, 11 janvier 1808 - Nice, 13 janvier 1872) ; en deuxièmes noces à Paris le 18 février 1873, le docteur Hyacinthe Le Moyne, châtelain de Boucheteau (Loiret), dont elle divorça le 27 janvier 1879 ; en troisièmes noces à Paris le 21 octobre 1889, Charles, comte de Villelume-Sombreuil (Paris, 26 août 1861 - Versailles, 29 août 1912) ;
- Michel Napoléon Ney, né à Paris le 5 février 1837, mort sans alliance dans la même ville le 19 mai 1852.

Amant de la comtesse Murat autour de 1852, le prince de la Moskowa aurait également un fils naturel avec une certaine Julie de Mesvres : Jules-Napoléon Ney (1849-1900), reconnu en 1855 par un certain « Simon Ney », et marié en 1880 avec Theresita Pinto de Araújo, sans déscendance.
En août 1830, il fut envoyé à Copenhague pour notifier au roi de Danemark l'avènement de la monarchie de Juillet. Il fut nommé capitaine au  5e Régiment de Hussards (11 août 1831). Le 19 novembre 1831, il fut créé pair de France dans la fournée de trente-six pairs viagers destinée à permettre l'adoption à la Chambre haute du projet de loi abolissant l'hérédité de la pairie. Cité à l'ordre du jour de l'armée d'Afrique en 1837, il devint chef d'escadron au  8e Lanciers le 7 décembre 1838 et prit séance à la Chambre des pairs le 6 mars 1841, après avoir fait parvenir à la Haute assemblée une protestation véhémente contre l'arrêt de la cour des pairs qui avait condamné son père. Dans la séance du 19 juin 1846, alors que le duc Pasquier avait « cité froidement comme un simple précédent judiciaire » la condamnation du maréchal Ney, le prince de la Moskowa saisit cette occasion pour dénoncer « un des faits les plus infâmes d'une époque odieuse au pays, un des actes de cette procédure monstrueuse sous laquelle avait succombé [son] père. On a osé parler de sa dégradation !... Ah ! ses ennemis, monsieur le duc, ont pu le tuer, mais le déshonorer, jamais ! »
Lieutenant-colonel le 10 mars 1844, il mena jusqu'à la fin du règne de Louis-Philippe une existence fastueuse qui le jeta dans d'assez graves embarras financiers. Membre fondateur du Jockey Club, qu'il présida de 1836 à 1849, renommé pour son élégance, il encouragea son beau-père, Jacques Laffitte, à organiser les premières courses de chevaux à Maisons-Laffitte. Alpiniste émérite, il réussit l'ascension du Vignemale, dans les Pyrénées, le 11 août 1838, le lendemain de la première ascension d'Anne Lister qu'il parviendra à éclipser (la voie qu'il a prise, après Anne Lister, s'appelle toujours voie du Prince de la Moskowa). Amateur passionné de musique  classique, il donnait chez lui des concerts qui sont restés célèbres. Ami et continuateur d'Alexandre-Étienne Choron, il fonda, en 1843, la Société des concerts de musique vocale religieuse et classique, qui s'attacha à faire découvrir au public parisien un répertoire musical largement inédit, comprenant notamment des œuvres de Palestrina, Roland de Lassus, Victoria, Clément Janequin, Joseph Haydn, Georg Friedrich Haendel ou Alessandro Marcello.
Il fut du petit nombre des pairs qui secondèrent l'agitation réformiste, prit part à la campagne des banquets en 1847, et, après la Révolution de 1848, embrassa avec ardeur la cause du prince Louis-Napoléon Bonaparte, dont il soutint la candidature à la présidence de la République.
Colonel du  7e Dragons (1er mai 1849) et officier de la Légion d'honneur (1er octobre 1850), il fut élu, le 13 mai 1849, représentant par le département d'Eure-et-Loir et par celui de la Moselle. Précédemment, il avait été battu dans la Moselle à une élection partielle à l'Assemblée constituante du 26 novembre 1848. Il opta pour la Moselle et vota avec la droite pour toutes les lois répressives. Il soutint la politique de l'Élysée, applaudit au coup d'État du 2 décembre 1851, fut nommé membre de la Commission consultative et prit place au Sénat le 26 janvier 1852. Jusqu'à sa mort, survenue en 1857, il soutint de ses votes le gouvernement impérial.
Le prince de la Moskowa avait obtenu le grade de général de brigade (10 août 1853) lorsqu'il fut mis en disponibilité. En 1852, sa fille, Églé Napoléone Albine, épousa Victor de Persigny, ministre de l'Intérieur de Napoléon III.

## Œuvres
- Des chevaux de cavalerie et de la régénération de nos races chevalines, 1833
- Des haras et des remontes de la guerre, 1841
- Des régences en France, 1842
- Souvenirs d'une campagne d'Afrique, 1845

Le prince de la Moskowa a également donné plusieurs articles publiés dans la Revue des deux Mondes.